# Operación Buster-Jangle
La Operación Buster-Jangle fue una serie de siete (seis atmosféricas, una craterización) pruebas de armas nucleares llevadas a cabo por los Estados Unidos a finales de 1951 en el Sitio de Pruebas de Nevada. Buster-Jangle fue el primer programa de pruebas conjuntas entre el DOD (Operación Buster) y el Laboratorio Nacional de Los Álamos (Operación Jangle). Como parte de la Operación Buster, 6.500 soldados participaron en la Operación Desert Rock I, II y III en conjunto con las pruebas. Las dos últimas pruebas, Operación Jangle, evaluaron los efectos de crateras de los dispositivos nucleares de bajo rendimiento. Esta serie precedió a Operación Tumbler-Snapper y siguió la Operación Greenhouse.

## Participación de las fuerzas de tierra de los Estados Unidos
Cuatro unidades del Ejército estadounidense participaron en la prueba de la Operación Buster-Jangle "Dog" para las maniobras de combate después de la detonación de un arma nuclear. Estas unidades consistieron en:
- 1.o Batallón, del 188.o Regimiento de Infantería Aerotransportado, 11.o División Aerotransportada
- 3.o Pelotón Médico, de la 188.o Compañía Médica Aerotransportada
- Pelotón de Compañía A, de la 127.o Batallón de Ingenieros
- Batería C, del 546.o Batallón de Artillería de Campo

El personal fue instruido para crear huecos, construir emplazamientos de armas y búnkeres en una posición defensiva 11 km al sur de la zona de detonación. Después de que la bomba nuclear fue detonada, las tropas fueron ordenadas a avanzar hacia la zona afectada. Mientras viajaban cerca del punto cero, las tropas presenciaron los efectos del arma nuclear en las fortificaciones que se colocaron en el lugar en preparación para las pruebas. Las tropas terrestres se acercaron a 900 metros del punto cero antes de que se les indicara que se movieran fuera de la zona. La Oficina de Investigación de Recursos Humanos se encargó de reunir datos sobre las experiencias psicológicas de las tropas después de presenciar una tal detonación y acercarse más a la zona afectada.

### Normas de protección contra las radiaciones
Para la serie de pruebas de la Operación Buster-Jangle, la Comisión de Energía Atómica creó un conjunto de criterios que deben seguirse para exponer a las fuerzas armadas o civiles a los efectos nocivos de las radiaciones ionizantes.
- Orientación y formación radiológica adecuada
- Dispersión del dosímetro entre el personal
- Utilización de equipo y ropa radiológica de protección
- Monitoreo activo de los niveles radiológicos
- Información del personal que participa en el ejercicio
- Descontaminación de desechos radiactivos

La mayoría del personal que participó en el ejercicio recibió alrededor de 3 R, con los pilotos recibiendo un promedio de 3,9 R. Estas estimaciones varían debido a los diferentes datos proporcionados por el Departamento de Defensa a lo largo de los años.
| Nombre  | Fecha y hora (UT)                  | Zona horaria local | Ubicación                                                | Elevación + altura                     | Entrega, Propósito                       | Dispositivo             | Rendimiento | Precipitación de polvillo radiactivo                    | Referencias                         | Notas |
| ------- | ---------------------------------- | ------------------ | -------------------------------------------------------- | -------------------------------------- | ---------------------------------------- | ----------------------- | ----------- | ------------------------------------------------------- | ----------------------------------- | --- |
| Able    | 1951 de octubre de 22 14:00:00.0   | PST (-8 hrs)       | NTS Area 7 37°05′02″N 116°01′29″O / 37.0838, -116.0248   | 1.280 m (4.200 ft) + 30 m (98 ft)      | Torre, desarrollo de armas               | Mk-6 "Petite Plutonium" | 0 kg        |                                                         | [ 3 ] [ 4 ] [ 5 ] [ 6 ]             | Diseño de masa mínima, fizzle (rendimiento "menos de una libra"); Sin embargo, produjo un límite inferior sobre la masa de plutonio viable. En octubre 19 falló el intento debido a un problema en el cableado de control. |
| Baker   | 1951 de octubre de 28 15:20:08.9   | PST (-8 hrs)       | NTS Area 7 37°05′06″N 116°01′15″O / 37.085, -116.0209    | 1.280 m (4.200 ft) + 340 m (1.120 ft)  | Caída de aire libre, desarrollo de armas | Mk-4 "LT"               | 3.5 kt      | ventilación detectada de Yodo-131, 600 kCi (22.000 TBq) | [ 3 ] [ 4 ] [ 5 ] [ 6 ] [ 7 ]       | Sin entrometido de uranio |
| Charlie | 1951 de octubre de 30 15:00:29.8   | PST (-8 hrs)       | NTS Area 7 37°05′06″N 116°01′16″O / 37.085, -116.0211    | 1.280 m (4.200 ft) + 350 m (1.150 ft)  | Caída de aire libre, desarrollo de armas | Mk-4 "PC"               | 14 kt       | ventilación detectada de Y-131, 2 MCi (74 PBq)          | [ 3 ] [ 4 ] [ 5 ] [ 6 ] [ 7 ]       | |
| Dog     | 1951 de noviembre de 1 15:30:01.6  | PST (-8 hrs)       | NTS Area 7 37°05′05″N 116°01′14″O / 37.0847, -116.0206   | 1.280 m (4.200 ft) + 430 m (1.410 ft)  | Caída de aire libre, desarrollo de armas | Mk-4 "NF"               | 21 kt       | ventilación detectada de Y-131, 3,1 MCi (110 PBq)       | [ 3 ] [ 4 ] [ 5 ] [ 6 ] [ 7 ]       | Desert Rock I, sin precipitaciones (explosión de aire). Las tropas se movilizaron en posiciones defensivas desde un punto de observación de 9,7 km, realizaron maniobras.                                                  |
| Easy    | 1951 de noviembre de 5 16:29:58.2  | PST (-8 hrs)       | NTS Area 7 37°05′31″N 116°01′31″O / 37.0919, -116.0253   | 1.280 m (4.200 ft) + 400 m (1,300 ft)  | Caída de aire libre, desarrollo de armas | TX-7E                   | 31 kt       | ventilación detectada de Y-131, 4,6 MCi (170 PBq)       | [ 3 ] [ 4 ] [ 5 ] [ 6 ] [ 7 ]       | |
| Sugar   | 1951 de noviembre de 19 16:59:59.7 | PST (-8 hrs)       | NTS Area 9 37°07′53″N 116°02′22″O / 37.13151, -116.03947 | 1.280 m (4.200 ft) + 1.1 m (3 ft 7 in) | Superficie seca, efecto de arma          | Mk-6 "Johnny"           | 1.2 kt      | ventilación detectada de Y-131, 170 kCi (6.300 TBq)     | [ 3 ] [ 4 ] [ 5 ] [ 6 ] [ 7 ] [ 8 ] | Disparo desde la "Superficie", único y verdadero disparo desde la superficie en la historia del NTS. Desert Rock II; Maniobras realizadas a distancia debido a la suciedad.                                                |
| Uncle   | 1951 de noviembre de 29 19:59:59.7 | PST (-8 hrs)       | NTS Area 10 37°10′11″N 116°02′36″O / 37.1697, -116.0434  | 1.283 m (4.209 ft) - 5 m (16 ft)       | Cráteres efecto de arma                  | Mk-6 "Frankie"          | 1.2 kt      | ventilación detectada de Y-131, 170 kCi (6.300 TBq)     | [ 3 ] [ 4 ] [ 5 ] [ 6 ] [ 7 ]       | Disparo de cratera , destinado a simular un arma penetrandora de tierra de 23 kt . Desert Rock III, observado a 5 mi (8,0 km), mantuvo distancia en maniobras. 5000 R/H cerca de GZ una hora después del disparo.          |

1. ↑  The US, France and Great Britain have code-named their test events, while the USSR and China did not, and therefore have only test numbers (with some exceptions – Soviet peaceful explosions were named). Word translations into English in parentheses unless the name is a proper noun. A dash followed by a number indicates a member of a salvo event.  The US also sometimes named the individual explosions in such a salvo test, which results in "name1 – 1(with name2)". If test is canceled or aborted, then the row data like date and location discloses the intended plans, where known.
2. ↑  To convert the UT time into standard local, add the number of hours in parentheses to the UT time; for local daylight saving time, add one additional hour. If the result is earlier than 00:00, add 24 hours and subtract 1 from the day; if it is 24:00 or later, subtract 24 hours and add 1 to the day. All historical timezone data (excepting Johnston Atoll) are derived from here:
3. ↑  Rough place name and a latitude/longitude reference; for rocket-carried tests, the launch location is specified before the detonation location, if known. Some locations are extremely accurate; others (like airdrops and space blasts) may be quite inaccurate. "~" indicates a likely pro-forma rough location, shared with other tests in that same area.
4. ↑  Elevation is the ground level at the point directly below the explosion relative to sea level; height is the additional distance added or subtracted by tower, balloon, shaft, tunnel, air drop or other contrivance. For rocket bursts the ground level is "N/A". In some cases it is not clear if the height is absolute or relative to ground, for example, Plumbbob/John.  No number or units indicates the value is unknown, while "0" means zero. Sorting on this column is by elevation and height added together.
5. ↑  Atmospheric, airdrop, balloon, gun, cruise missile, rocket, surface, tower, and barge are all disallowed by the Partial Nuclear Test Ban Treaty. Sealed shaft and tunnel are underground, and remained useful under the PTBT. Intentional cratering tests are borderline; they occurred under the treaty, were sometimes protested, and generally overlooked if the test was declared to be a peaceful use.
6. ↑  Include weapons development, weapon effects, safety test, transport safety test, war, science, joint verification and industrial/peaceful, which may be further broken down.
7. ↑  Designations for test items where known, "?" indicates some uncertainty about the preceding value, nicknames for particular devices in quotes. This category of information is often not officially disclosed.
8. ↑  Estimated energy yield in tons, kilotons, and megatons. A ton of TNT equivalent is defined as 4.184 gigajoules (1 gigacalorie).
9. ↑  Radioactive emission to the atmosphere aside from prompt neutrons, where known.  The measured species is only iodine-131 if mentioned, otherwise it is all species. No entry means unknown, probably none if underground and "all" if not; otherwise notation for whether measured on the site only or off the site, where known, and the measured amount of radioactivity released.

## Para más información
- Griggs, D. T., and Frank Press (1961). «Probing the earth with nuclear explosions». Journal of Geophysical Research 66 (1): 237-258. doi:10.1029/jz066i001p00237.